# 伊利亚斯·阿卜杜拉耶夫
伊利亚斯·克里木奥卢·阿卜杜拉耶夫，（俄語：Ильяс Керим оглы Абдуллаев，1913年3月23日—1985年4月30日），阿塞拜疆族，苏联党和国家领导人，生物学家。农学博士，阿塞拜疆苏维埃社会主义共和国科学院院士。曾任阿共（布）中央委员会农业副部长、部长；阿塞拜疆苏维埃社会主义共和国部长会议副主席、农业部长、最高苏维埃主席团主席；阿塞拜疆苏维埃社会主义共和国科学院遗传育种研究所多年生作物遗传育种系主任等职务。

## 生平
- 1913年3月23日出生于伊丽莎白波尔省阿格斯塔法的一个工人家庭。
- 1926年-1930年，扎卡塔雷农业技术学校学习。
- 1930年-1931年，当地集体农庄学校教师。
- 1931年-1934年，阿塞拜疆农业学院学习。期间，1932年-1934年，桑蚕实验室助理。
- 1934年-1938年，阿塞拜疆农业学院蚕桑系研究生院学习。
- 1938年-1942年，阿塞拜疆蚕桑实验站部门负责人。期间，1941年-1942年，阿塞拜疆蚕桑实验站主任。1939年获农学博士学位，并加入联共（布）。
- 1942年-1944年，阿共（布）中央委员会农业部副部长。
- 1944年-1948年9月，阿共（布）中央委员会农业部长。期间，1944年-1946年，阿共（布）中央委员会畜牧部副书记。
- 1948年9月-1950年5月，阿塞拜疆苏维埃社会主义共和国部长会议副主席。
- 1950年5月-1953年，阿塞拜疆苏维埃社会主义共和国农业部长。
- 1953年-1954年，阿塞拜疆苏维埃社会主义共和国部长会议副主席。
- 1954年-1958年1月，阿塞拜疆苏维埃社会主义共和国部长会议第一副主席。1955年当选阿塞拜疆苏维埃社会主义共和国科学院院士。
- 1958年1月-1959年11月，阿塞拜疆苏维埃社会主义共和国最高苏维埃主席团主席。
- 1959年起，阿塞拜疆苏维埃社会主义共和国科学院遗传育种研究所多年生作物遗传育种系主任。
- 1966年起，阿塞拜疆苏维埃社会主义共和国遗传学家和育种者协会主席。
- 1985年4月30日于巴库逝世，享年72岁。

阿卜杜拉耶夫是苏共19-21大代表；第3-5届苏联最高苏维埃民族院代表；第2、4-5届阿塞拜疆苏维埃社会主义共和国最高苏维埃代表。

## 荣誉
- 劳动红旗勋章（1943）
- 荣誉勋章